# 3 sul divano
3 sul divano (Three on a Couch) è un film del 1966 diretto ed interpretato da Jerry Lewis.

## Trama
Christopher Pride è un disegnatore pubblicitario di New York che ottiene una promozione a Parigi. Vuole perciò sposare la sua fidanzata, la dottoressa Elizabeth Acord e trasferirsi con lei in Francia ma la donna è troppo impegnata a curare i suoi pazienti e non se la sente di abbandonarli. Christopher decide allora di risolvere i problemi di tre di loro in prima persona, dopo aver scoperto che sono solo donne depresse a causa di una relazione sentimentale finita male. Pertanto, all'insaputa di Elizabeth, inizia a dare appuntamento a queste ragazze, in modo da restituire loro l'autostima perduta e renderle così meno dipendenti dalla loro psicanalista. Per fare ciò, naturalmente, è costretto ogni volta a presentarsi come l'ideale di uomo della paziente con cui esce. Diventa così il mandriano texano Ringo, lo sportivo Warren e il timido appassionato di zoologia Ruperto. Una sera però le tre donne, insieme a Elizabeth, vanno a una festa a cui partecipa anche Chris. L'uomo è dunque costretto a passare da un personaggio all'altro a seconda della donna con cui parla.

## Produzione
Questo fu il primo film che Jerry Lewis girò dopo aver concluso un rapporto lavorativo durato 17 anni con la Paramount Pictures. Le riprese ebbero luogo dal 13 settembre al 1º dicembre 1965.

## Distribuzione
Fu distribuito nelle sale il 7 luglio 1966 dalla Columbia Pictures.

## Accoglienza
3 sul divano non venne generalmente ben accolto dalla critica alla sua uscita nelle sale, e nel 1978 il film fu addirittura inserito nella lista dei 50 peggiori film di sempre nel libro The Fifty Worst Films of All Time.
In netto contrasto, i critici cinematografici francesi, da sempre sostenitori dell'opera di Lewis, lodarono la pellicola come una delle sue più riuscite e mature:
(Jean-Louis Comolli)